# Bible de Gutenberg
Pour les articles homonymes, voir B42.
La Bible de Gutenberg ou Bible à 42 lignes (B42) est le premier livre imprimé en Europe à l'aide de caractères mobiles.
Imprimé à Mayence au milieu du XVe siècle par l'orfèvre et typographe allemand Johannes Gutenberg, assisté du typographe Pierre Schoeffer et financé par Johann Fust, l'ouvrage composé de deux volumes in-folio reproduit le texte latin de la Vulgate.
Si les conditions de fabrication de l'ouvrage restent très peu documentées et ont ouvert la voie à des reconstitutions hypothétiques, le résultat, qui se situe dans la tradition du manuscrit médiéval combinée à une remarquable régularité apportée par la typographie, n'en constitue pas moins un modèle d'une beauté et d'une maîtrise rarement égalées par la suite.

## Contexte

### L'imprimerie
Si l'« invention » de l'imprimerie en Europe a souvent été retenue par la tradition historiographique occidentale, avec la chute de Constantinople et la découverte de l'Amérique, comme l'un des marqueurs de l'avènement des Temps modernes, elle ne s'en inscrit pas moins dans un continuum multiséculaire qui s'accommode peu de la notion de rupture.
Le Moyen Âge occidental connait depuis la fin du XIVe siècle un essor des techniques de xylogravure, particulièrement en Europe rhénane et en Allemagne médiane, qui permettent déjà l'impression en série d'images, parfois accompagnées de texte. En outre, avec le perfectionnement du papier et l'apparition des premiers professionnels laïcs de l'écriture ainsi que des artisans graveurs, la xylographie favorise une certaine banalisation et diffusion de l'écrit. On observe ainsi, entre 1430 et 1470, une certaine émulation chez des groupes d'inventeurs de ces régions, bien au fait des techniques métallurgiques, qui mettent au point des techniques d'impression concurrentes sur lesquelles la recherche reste mal informée : à côté des livrets xylographiques, apparaissent des « prototypographies » dont les pages semblent fondues par blocs, certaines sources évoquent des livres « jetés par moule »…
Ainsi, l'« invention » de l'imprimerie — ou, pour mieux dire, celle de la typographie en caractères mobiles — procède de la conjonction de différents facteurs qui rendent possible et rentable une entreprise dont l'orfèvre Johannes Gensfleisch zum Gutenberg est considéré comme le catalyseur : à l'augmentation de la demande de livres — et particulièrement de bibles — se combinent la progressive prééminence du papier sur le parchemin ainsi que les améliorations des techniques métallurgiques, qui permettent la fonte des caractères de typographie à l'unité, ou encore l'invention de l'encre grasse et de la presse à bras. On peut mettre au crédit de Gutenberg, personnage polyvalent, d'avoir réussi la combinaison décisive d'un ensemble de techniques et de pratiques et au-delà, d'avoir su passer à la mise en œuvre opérationnelle et mobiliser les fonds permettant de générer une production de masse.
En effet, l'imprimerie est avant tout une entreprise commerciale ; mais une entreprise commerciale coûteuse, qui nécessite la mobilisation d'importants investissements pour couvrir la rémunération et la formation d'ouvriers spécialisés, la construction de presses, l'acquisition de matières premières onéreuses — métaux, vélin, papier, encres — ainsi que l'achat de locaux assez vastes pour accueillir l'ensemble des activités de l'entreprise. Si l'on se réfère à l'argent investi par Johann Fust, soit 800 florins à deux reprises, alors qu'une belle maison mayençaise coûte 500 florins, il devient clair que « les coûts d’investissement en capital de Gutenberg se chiffr[e]nt à plusieurs millions en termes contemporains ».

### Gutenberg
Issu d'une famille bourgeoise de Mayence, Gutenberg doit s'exiler à Strasbourg en 1428, probablement à la suite d'un conflit entre les familles patriciennes et les corporations d'artisans de sa ville natale. C'est là-bas qu'il mûrit son projet, acquiert une presse et se procure une grande quantité de plomb pour travailler à un projet qu'il tient secret, vraisemblablement pour expérimenter le développement de caractères mobiles.

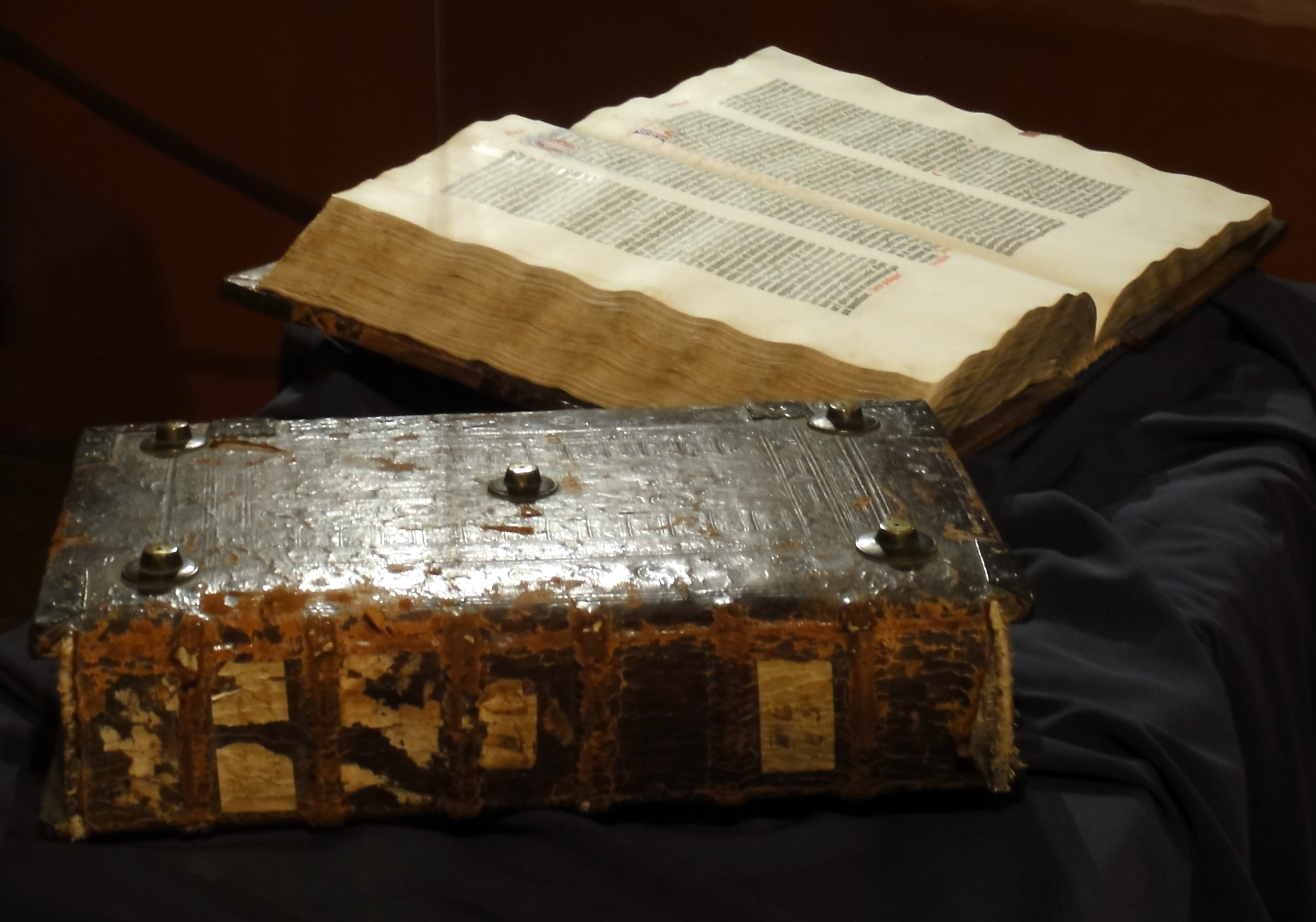
Volume I ouvert et Volume II fermé de l'exemplaire conservé à la Bibliothèque du Séminaire Duchownego à Pełpin en Pologne.

De retour à Mayence vers 1448, pour mettre au point son procédé, il s'associe au financier Johann Fust, membre de la guilde des orfèvres, pour achever les travaux de développement d'une imprimerie et recrute le typographe Peter Schoeffer comme contremaître. À partir de 1452, l'atelier se livre à différents travaux et produit les premiers ephemera occidentaux dont des formulaires de lettres d'indulgence (dès 1452 ?) et un Calendrier des Turcs (Türkenkalendar) appelant à la mobilisation de la chrétienté au lendemain de la prise de Constantinople (1454), ainsi qu'un Donat de 27 lignes (1453-1454), manuel de grammaire latine alors très prisé. C'est dans le cadre de cette association que, vraisemblablement dès 1452, débute la production de la « Bible à 42 lignes » qui parait au plus tard en 1456 et dont la paternité est attribuée à Gutenberg.
En 1455, l'association des trois hommes se délite : Fust et Schoeffer, qui a épousé la fille de ce dernier, fondent une imprimerie concurrente à Mayence qui devient bientôt la première maison d'édition rentable d'Europe. Les deux hommes produisent notamment le Psautier de Mayence, premier ouvrage d'imprimerie daté, tandis que Gutenberg essaie de produire un psautier puis, avec d'autres caractères, une « Bible à 36 lignes » en 1458. On lui attribue également l'impression en 1460 d'un Catholicon de Giovanni Balbi.

## Description

### Contenu

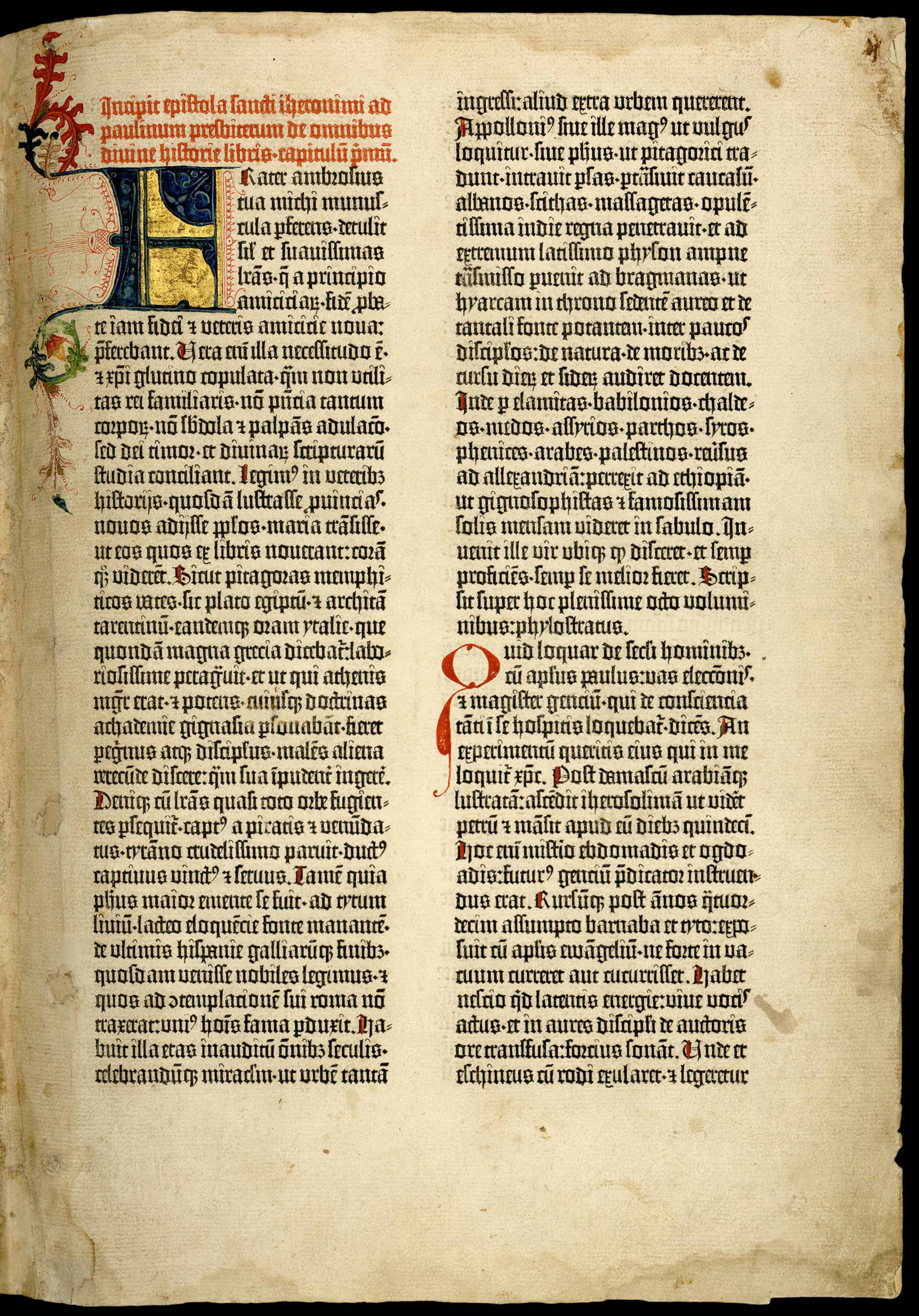
Épître de Jérôme à Paulin de Nole, début de la Bible de Gutenberg de l'Université du Texas à Austin. Introduction manuscrite en rouge et deux lettrines, sur 4 et sur 2 lignes.

Cette première édition de la Bible de Gutenberg, qui reproduit le texte latin de la Vulgate dans sa version de la « Bible de Paris (en) » sans comporter ni adresse ni date, n'a été précisément identifiée qu'au XVIIIe siècle par le bibliographe français François Debure. L'Ancien Testament occupe le premier volume et une partie du second, qui contient aussi l'ensemble du Nouveau Testament. Elle contient également les Livres d'Esdras 3 et 4, la Prière de Manassé ainsi que des Prologues de Jérôme de Stridon, à l'instar de l'Épître de Jérôme à Paulin (en).

### Composition
La Bible de Gutenberg est composée de 643 folios formant deux volumes in-folio, sans illustration pour un total de 1286 pages comptant chacune environ 2600 caractères. Inspirée des grandes bibles manuscrites de l'époque, de grande qualité et élégante, proposant un texte d'un seul tenant, en deux colonnes, parfaitement justifié et bordé de généreuses marges harmonieusement calculées, la Bible de Gutenberg ressemble aux meilleurs manuscrits de l'époque que les premiers imprimeurs — qui se considèrent comme les héritiers des copistes — cherchent à imiter.
Certaines des premières pages de quelques exemplaires d'une première composition ne comportent que 40 ou 41 lignes mais l'ensemble des folios de l'édition corrigée et standardisée en comporte 42, avec les abréviations et ligatures latines familières aux copistes et à leurs lecteurs. L'usage de ces dernières, tout comme le choix du nombre de lignes ainsi que la diminution de la taille de caractères, est peut-être dû à des raisons esthétiques mais plus probablement à des considérations économiques : ces dispositions permettent à Gutenberg d'économiser une trentaine de pages, soit 5 % du papier nécessaire, très cher à l'époque. Sur une production estimée entre 150 et 180 exemplaires, une trentaine d'exemplaires de luxe sont imprimés sur parchemin (vélin), les 120 à 140 autres exemplaires l'étant sur du papier blanc d'excellente qualité importé soit de la région de Turin, soit de Bâle ou de Savoie.

Visuel de la mise en page de la Bible à 42 lignes.

Le répertoire de caractères compte 270 signes, dont les lettres sont très grandes pour une bible et peut-être initialement prévues pour des enluminures, ce qui peut laisser penser qu'elles avaient été conçues pour un livre liturgique, d'autant qu'il utilise le caractère textura quadrata, généralement réservé à la rédaction de missels et en particulier pour la lecture à haute voix. En outre, pour les rubriques à insérer manuellement dans les espaces laissés vides — titres, début et fin de texte, lettrines qui rythment les prologues, préfaces, livres bibliques et chapitres — Gutenberg imprime une table d'instruction (Tabula rubricorum). En effet, leur décoration est laissée au soin de l'acquéreur, qui doit alors confier les feuilles, non reliées, à un rubricateur, à un enlumineur et à un relieur. Certaines parties sont laissées vides en fin de texte, voire des pages entièrement blanches, afin d'assurer la séparation avant un texte ou un livre importants.
Du fait de la mobilité des caractères, de nombreuses corrections ont pu être effectuées en cours d'impression, ce qui donne lieu à des variations significatives dans les 49 exemplaires conservés à ce jour. Enfin, l'encre fabriquée par Gutenberg offre un noir velouté et brillant, « lumineux et mystique » qui, plus de cinq siècles après l'impression des ouvrages, conserve toute son intensité.

## Fabrication

### Hypothèses

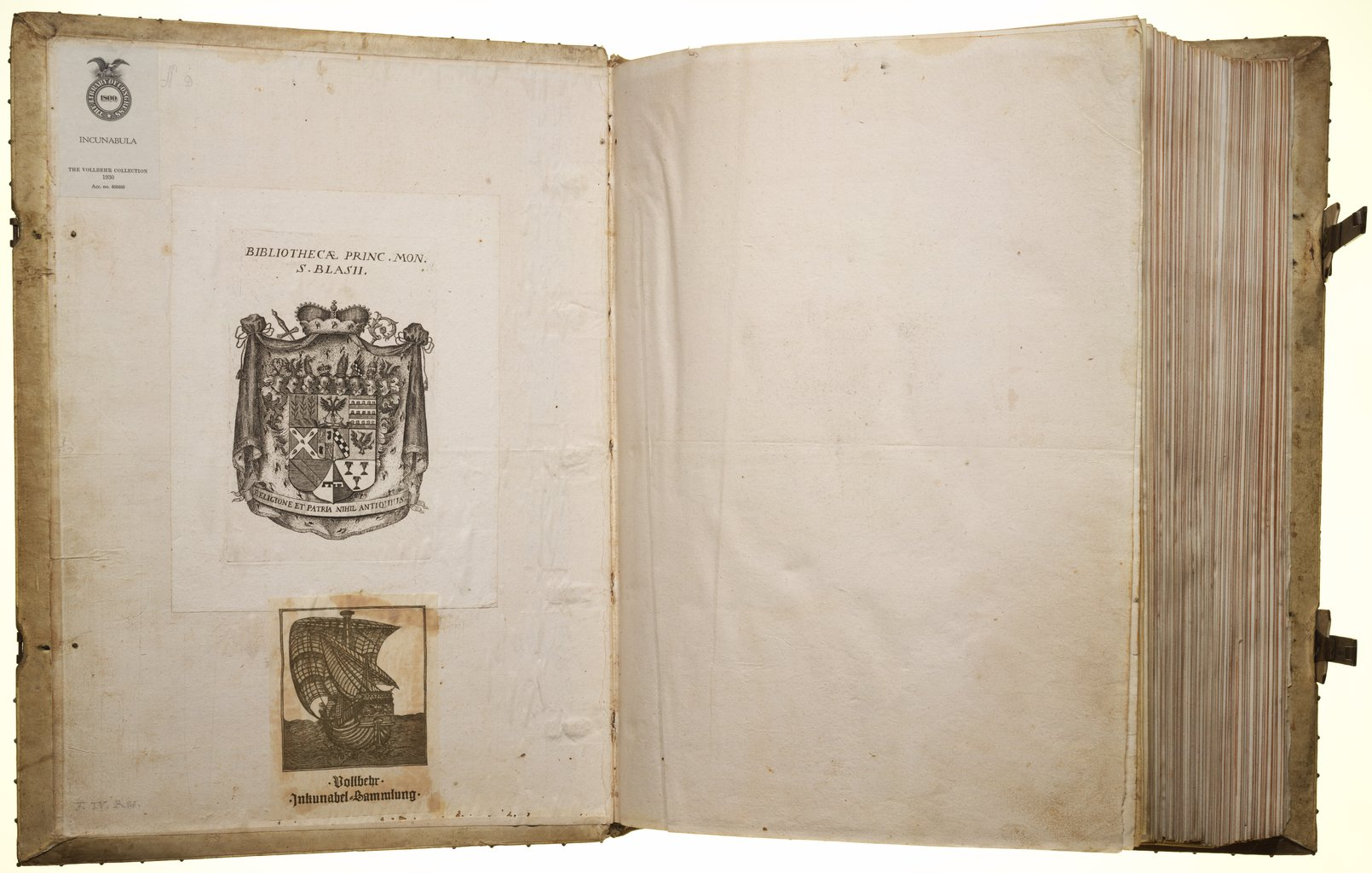
Un des trois volumes de l'exemplaire sur vélin, relié en cuir de porc blanc, conservé à la Bibliothèque du Congrès à Washington depuis 1930. Ex-libris de l'abbaye bénédictine de Saint-Blaise (Forêt-Noire), premier propriétaire.

Il n'y a pas de document qui atteste la façon dont Gutenberg a opéré la fabrication de sa Bible en atelier et la recherche en est réduite aux conjectures en se basant sur le travail des imprimeurs qui lui ont succédé, à partir d'indices dans quelques documents juridiques le concernant et d'après les indices glanés dans les exemplaires conservés de la B42.
Le premier document connu décrivant partiellement le processus d’impression à caractères mobiles et à presse manuelle date de 1534 tandis que le premier manuel complet d'impression n'est publié qu'en 1683. Par ailleurs, la recherche a multiplié les expériences sur chacun des éléments liés au processus de fabrication afin d'obtenir des indices sur le processus en cours dans l’atelier de Gutenberg, occasionnant parfois des débats parmi les historiens du livre. Sur ces bases, quelques éléments conclusifs peuvent être tirés qui, rassemblés, permettent d'esquisser ledit processus, même si ces conclusions restent largement hypothétiques.
Le résultat final de l'ouvrage atteste néanmoins de nombreuses innovations et d'un travail minutieux concernant les méthodes de fonte des caractères, la préparation des encres, la sélection et la préparation du papier, la planification de la composition des pages ou encore la construction de presses.

### Types et matrices

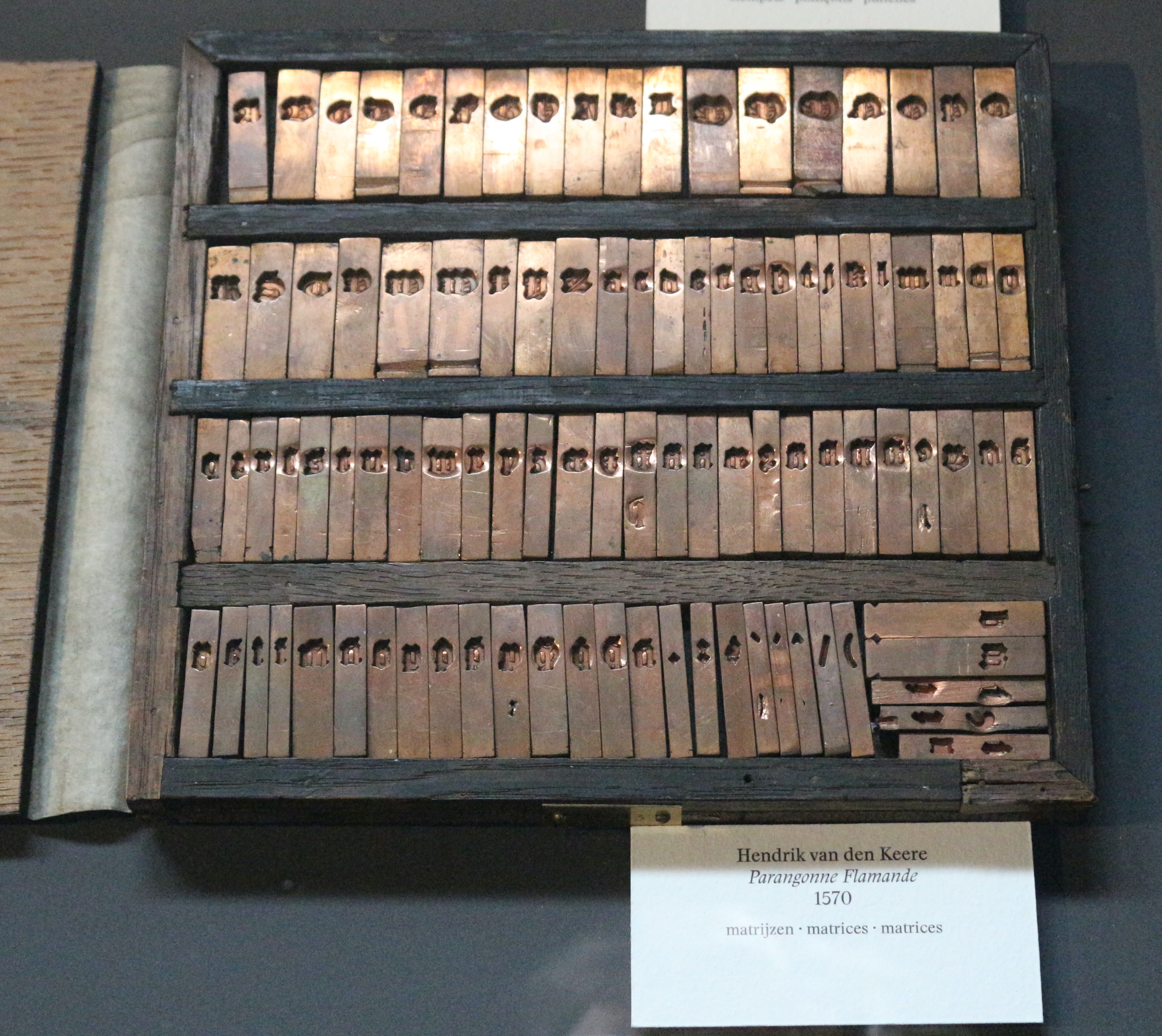
Jeu de matrices daté de 1570 conservé au musée Plantin-Moretus.

Concernant les caractères, l'atelier de Gutenberg a dû modeler près de 100 000 « types », des lettres individuelles dont la forme est copiée sur un texte manuscrit, l'ensemble formant une police de caractères connue sous le nom de textura ou lettre gothique, dont certains chercheurs attribuent la conception à Peter Schoeffer. Pour obtenir un poinçon, les lettres sont tracées en miroir au bout d'une tige d'acier qui est chauffée avant que la lettre soit sculptée avec un outil tranchant, martelée en ses contreformes avec un contre-poinçon puis façonnée et lissée à la lime.
La lettre terminée, l'acier est à nouveau chauffé puis rapidement refroidi dans l'eau pour que le poinçon obtenu soit assez résistant aux nombreux coups qu'il va endurer. L'étape suivante consiste à créer des moules, ou matrices, en martelant le poinçon sur un morceau lisse de métal tendre, généralement du cuivre, pour créer une impression positive de la lettre. Sur les 270 matrices utilisées pour composer la B42, environ cinquante-cinq d'entre elles — majuscules, minuscules et ponctuations — sont nécessaires à la rédaction du texte, tandis qu'une soixantaine forment des ligatures et cent vingt, des abréviations dont il n'est pas rare qu'on en dénombre jusqu'à 300 par pages.
Les matrices sont ensuite placées dans un moule à fondre les caractères, réelle innovation de l'imprimerie à caractères mobiles. Celui-ci est composé de deux parties maintenues par des vis et une pièce métallique agissant comme un ressort, afin de pouvoir régler la largeur en fonction de la taille variable des lettres. Les deux moitiés du moule sont démontées de manière à y insérer la matrice dans le fond puis, une fois le moule reconstitué, le fondeur y verse du métal en fusion. Celui-ci se refroidit et durcit presque instantanément, puis, le ressort libéré, les deux parties du moule se séparent, éjectant le caractère parfaitement formé, à nouveau encore en miroir. On a calculé qu'un fondeur de l'atelier Gutenberg devait couler 600 caractères par jour et qu'il a probablement fallu six mois pour produire l'ensemble des caractères nécessaires à la production de la B42.

### Supports

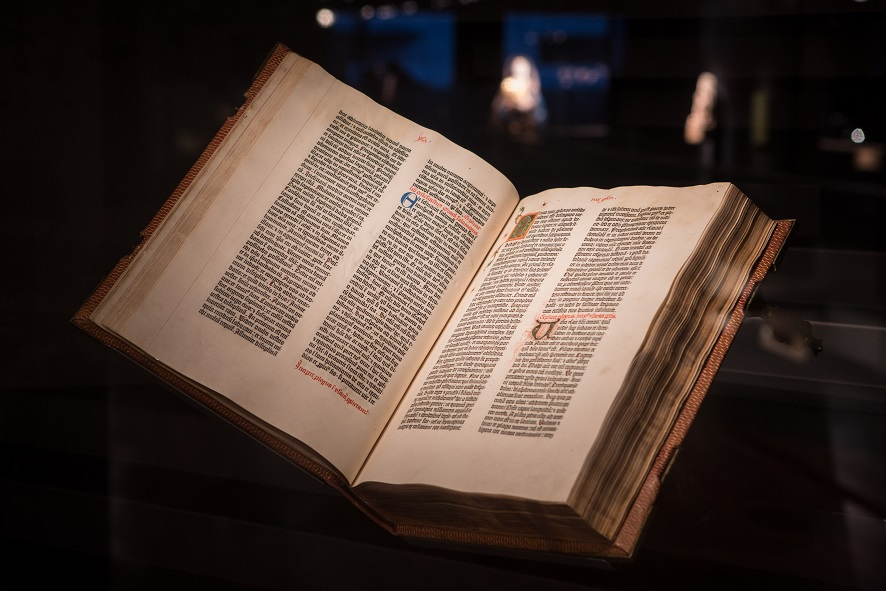
Exemplaire en 2 volumes, Conservé à la Fondation Martin Bodmer, près de Genève.

Les milliers de caractères sont ensuite triés dans un casier en bois, une « casse », en deux parties avec des compartiments pour chaque lettre. Le typographe dispose les caractères nécessaires sur une règle de composition, aux dimensions de la largeur de la colonne, et les justifie parfaitement à gauche et à droite, jouant sur les espaces entre les mots de manière à rendre l'ensemble uniforme. Sur une table de pierre, les lignes ainsi composées sont positionnées dans une galée, puis dans une forme maintenue en place par des blocs de bois et des cales métalliques.
Concernant l'encre, Gutenberg doit innover car l'encre à base d'eau est trop liquide et ne saurait adhérer uniformément aux caractères de métal. Ceux-ci nécessitent une encre visqueuse, tout à la fois épaisse mais lisse, collante mais maniable. On sait que les premiers imprimeurs produisaient une encre proche de la peinture à l'huile, avec un mélange de noir de carbone et de vernis, avec parfois une addition de blancs d'œufs et d'urine humaine ; mais des analyses menées dans les années 1980 montrent pour l'encre de Gutenberg une concentration extrêmement élevée en plomb et en cuivre. Ces ajouts de métaux ont pu rencontrer différentes utilités : augmenter la noirceur de l’encre par oxydation, avoir un impact favorable sur la viscosité ou encore accélérer le temps de séchage. Cette préparation, qui semble unique jusqu'à nos jours, explique peut-être la persistance d'une encre toujours intense alors que beaucoup d'encres contemporaines se sont décolorées, ont bruni ou ont traversé les pages.
Lors des premières épreuves, Gutenberg essaie d'imprimer chaque page avec des titres en rouge ; mais il abandonne rapidement face à l'aspect fastidieux que représente le passage de chaque feuille à deux reprises sous la presse ainsi que la difficulté d'obtenir un placement exact lors d'un second passage. À la place, pour l'ajout des titres, des initiales et autres marques rouges à faire ajouter par les rubricateurs, il fournit donc la Tabula Rubricarum.
La qualité du papier est également cruciale : celui-ci doit être suffisamment résistant pour recevoir des impressions des deux côtés et une finition avec un encollage qui permet à l'encre de sécher en évitant qu'elle se répandre dans le papier. L'endroit où Gutenberg s'est fourni fait débat, une hypothèse lui donnant pour origine la région de Turin, à près de 800 km en mule et en barge de Mayence, une autre, plus récente, situant sa provenance de manufactures de papier de Bâle ou du duché de Savoie. L'examen approfondi des filigranes et marques de seize des exemplaires de la B42 laissent entrevoir la livraison de quatre lots différents de 100 rames de papier. De 120 à 140 exemplaires sont imprimés sur support, ce qui aurait nécessité de 3 200 à 5 000 peaux de veau, le vélin étant quatre à cinq fois plus onéreux. Ceci n'empêche toutefois pas l'imprimeur de tirer une trentaine d'exemplaires sur ce luxueux support.

### Impression

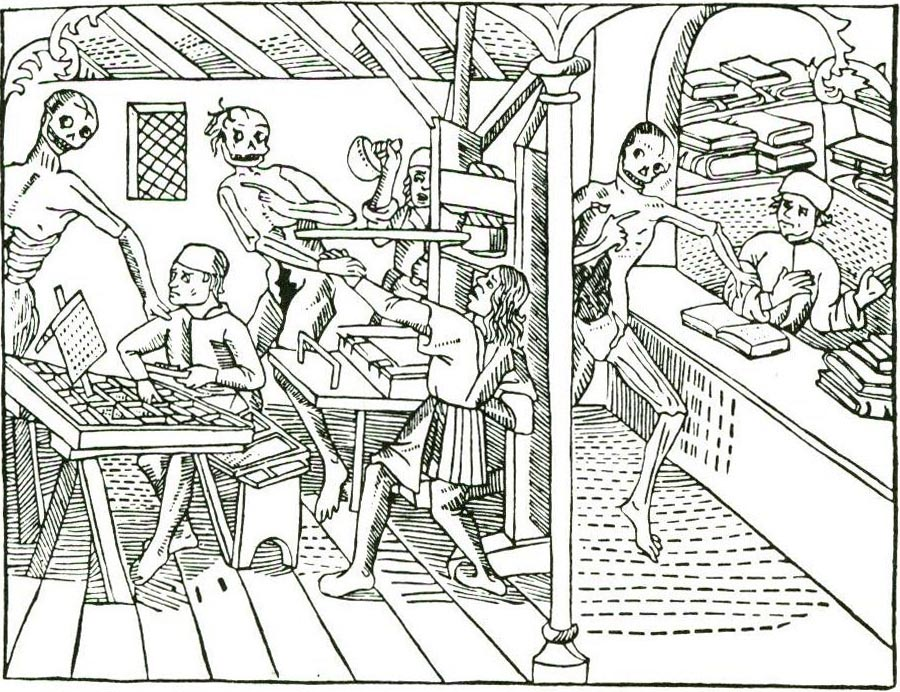
La plus ancienne image connue d'une salle de composition et d'une presse, tirée de la Danse macabre imprimée par Mathias Huss à Lyon en 1499.

Il est vraisemblable que le type de presses en bois utilisées par Gutenberg soit une adaptation de presses en usage de longue date pour différentes activités comme la confection du vin ou de l'huile d'olive, la reliure de livres, l'essorage du linge… mais plus vraisemblablement encore celles en usage chez les papetiers afin d'expulser l'eau des feuilles obtenues après le moulage de la pâte à papier.
Celles-ci connaissent diverses adaptations : rehaussement de la hauteur de travail, ajustement de la vis pour obtenir une pression suffisante et uniforme sur les formes d'impression avec un minimum de mouvement, adjonction d'un mécanisme pour rapidement escamoter celles-ci dans et hors de la presse, protection du support en place pour que l'encre ne coule pas sur le reste de la page…
La veille de l'impression, le papier est humidifié afin de le ramollir pour qu'il prenne mieux l'impression. On y appose une un cache de papier, la « frisquette » destinée à protéger le reste de la page des maculages d'encre. Des broches de guidage servent à garantir que le papier soit engagé exactement dans la même position d'un côté puis de l'autre. La forme d'impression encrée et la feuille de papier disposée sous celle-ci, la forme est disposée sur un chariot mobile qui glisse vers l'intérieur et subit la pression d'une planche de bois, la « platine », pressurée verticalement par la puissante vis tirée de moins d'un demi-tour, puis relevée. Le chariot est alors retiré, la frisquette levée, le papier détaché de la forme et la page imprimée suspendue pour sécher.
De l'analyse de la composition, des encres et des papiers, on peut déduire que différents typographes ont pu travailler simultanément sur six presses. En estimant que deux ouvriers d'imprimerie, l'un s'occupant de l'encrage et l'autre de la partie mécanique, devaient produire entre huit et seize impressions par heure et, compte tenu de différents paramètres comme les fréquents jours fériés ainsi que d'une progressive montée en puissance, on a pu évaluer que deux années complètes ont vraisemblablement été nécessaires pour imprimer l'ensemble des 180 exemplaires de la B42. À titre de comparaison, un copiste aurait mis jusqu'à trois ans pour réaliser une seule copie. Le type presse en bois contemporaines de Guntenberg n'évolue plus fondamentalement jusqu'à l'apparition des presses en métal au XIXe siècle.

## Diffusion

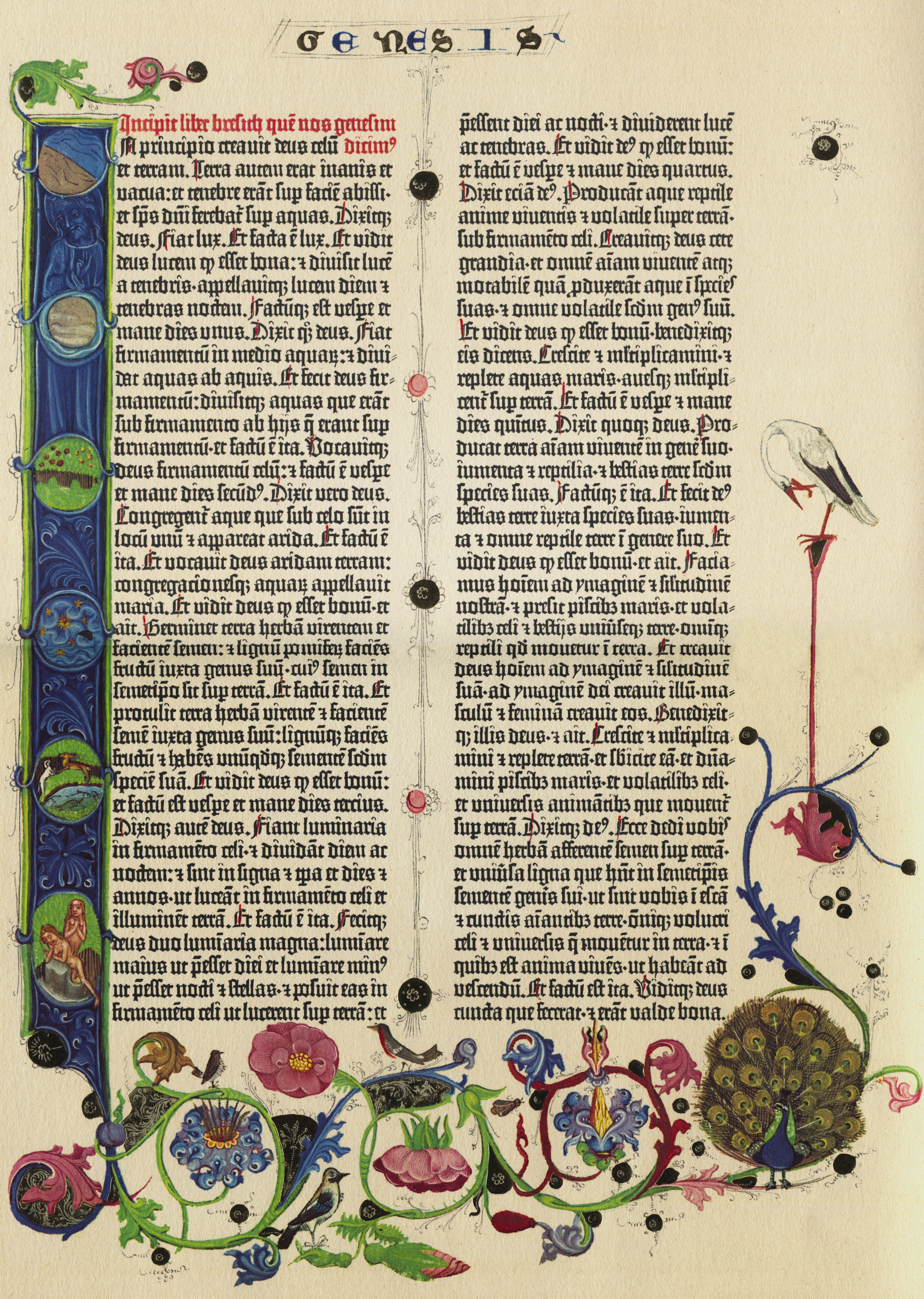
Incipit de la Genèse, avec longue lettrine I[n principio] très décorée, exemplaire de la Bibliothèque d'État de Berlin.

La date de la diffusion de l'ouvrage n'est pas précisément connue, mais certains éléments permettent de la situer aux alentours de 1455 : l'évêque de Sienne qu'Enea Silvio Piccolomini, futur pape Pie II, qui se trouve à Francfort pour prêcher la guerre contre les Turcs, raconte dans une lettre adressée au cardinal Carvajal et datée du 12 mars 1455 qu'on lui a présenté, à la foire de Francfort de l'automne précédent, quelques cahiers d'une nouvelle Bible, particulièrement lisible, dont il devrait être tiré entre 158 et 180 exemplaires. Par ailleurs, un rubricateur intervenu sur un des exemplaires signale, en date du 24 août 1456, qu'une partie des exemplaires a été mise en circulation.
Le témoignage de Piccolomini laisse en outre penser que tous les exemplaires de la B42 ont été vendus à l'avance, par souscription. Le prix de ceux-ci a été estimé de 20 à 34 florins pour la version sur papier et à 50 florins pour celle sur parchemin, là où une Bible manuscrite est estimée entre 60 et 100 florins. Toutefois, une des versions imprimée sur vélin porte une mention manuscrite évoquant la somme de cent florins.
Ses dimensions imposantes et ses caractères de grande taille font de la B42 un « livre de lutrin », qui rencontre tant le besoin de lectures collectives dans les réfectoires conventuels que celui de soutien aux dévotions individuelles des élites. Ainsi, si au moment de sa parution la Bible Gutenberg trouve place dans les bibliothèques privées de princes et de prélats, elle est également achetée par ou pour des institutions religieuses, essentiellement des monastères et des couvents : sœurs de la vie commune d'Immenhaussen, Brigittines d'Utrecht, franciscains de Langensalza, abbaye Saint-Jacques de Wurtzbourg, abbaye bénédictine d'Andechs, couvent des carmélites d'Heilbronn (de), dominicains d'Erfurt (de)…

## Localisation

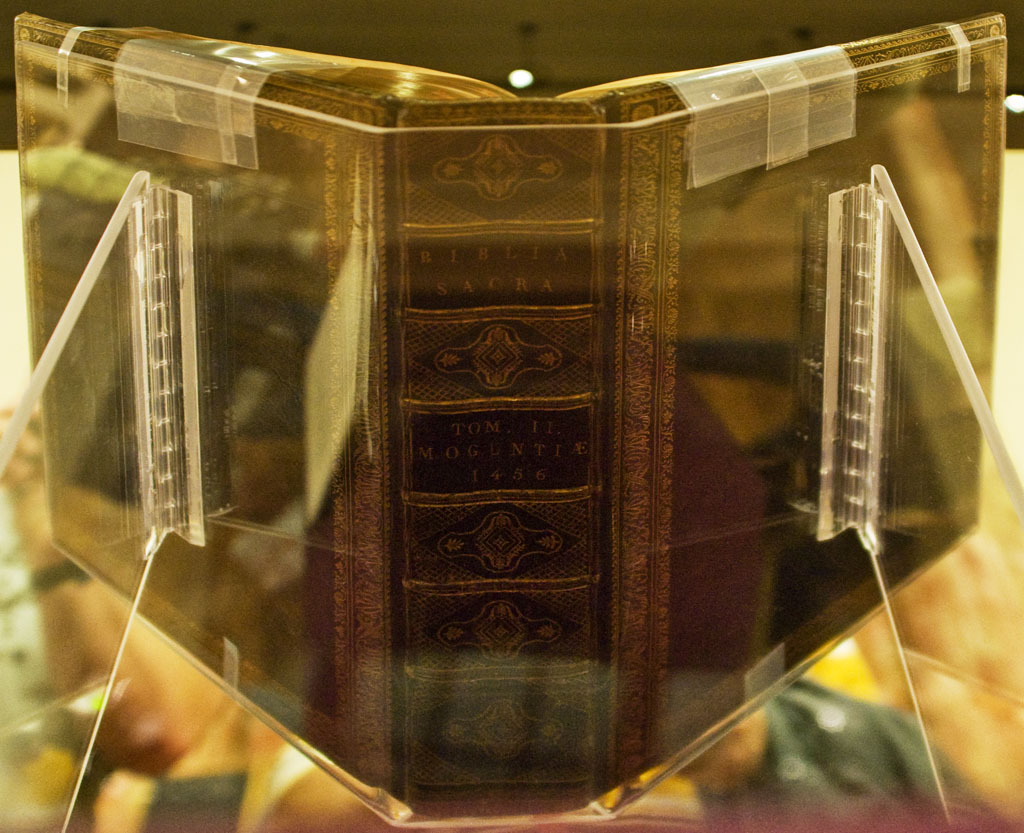
Dos de l'exemplaire (sur papier) rapporté par James Lenox en 1842 et conservé à la Bibliothèque publique de New York.

De nos jours, du tirage original de la Bible de Gutenberg, il existe 37 exemplaires sur papier et 12 exemplaires sur vélin qui subsistent dans un état raisonnablement intact, que ce soit sous forme de Bibles complètes (22) ou de volumes reliés incomplets. À ceux-ci s’ajoutent un exemplaire sur papier incomplet, démonté en 1921 pour être vendu en livres individuels ou en feuillets séparés.
En outre, des fragments isolés et dispersés, identifiés dans diverses bibliothèques et institutions, témoignent de plusieurs exemplaires aujourd’hui perdus. Ils permettent d'identifier au moins trois exemplaires supplémentaires sur papier ainsi que onze exemplaires sur vélin connus uniquement par des « déchets de reliure », des fragments de vélin réemployés ultérieurement comme renforts dans des reliures d'autres ouvrages. On dénombrait une cinquantaine de ces divers fragments au tournant des années 2010.

### Exemplaires intégraux

#### Allemagne
- Bibliothèque d'État et universitaire de Basse-Saxe à Göttingen : 1 exemplaire sur vélin (2 vol.) [voir en ligne]
- Bibliothèque d'État et universitaire de Francfort-sur-le-Main :  1 exemplaire sur papier (2 vol.) [voir en ligne]
- Bibliothèque d'État de Bavière à Munich :  1 exemplaire sur papier (2 vol.) [voir volume I], [voir volume II]
- Musée Gutenberg à Mayence[n 3] : 1 exemplaire sur papier (2 vol.) [voir en ligne]
- Bibliothèque d'État de Wurtemberg à Stuttgart : 1 exemplaire sur papier (2 vol.) [voir en ligne]

#### Autriche
- Bibliothèque nationale autrichienne à Vienne : 1 exemplaire sur papier (2 vol.) [voir en ligne]

#### États-Unis
- Bibliothèque du Congrès à Washington : 1 exemplaire sur vélin (3 vol.) [voir en ligne]
- Bibliothèque Beinecke de l'université Yale à New Haven : 1 exemplaire sur papier (2 vol.) [voir en ligne]
- Bibliothèque Widener à l’université Harvard à Cambridge : 1 exemplaire sur papier (2 vol.) [voir extraits en ligne],
- Bibliothèque Morgan à New York : 1 exemplaire sur papier (2 vol.)
- Harry Ransom Humanities Center de l'université du Texas à Austin : 1 exemplaire sur papier (2 vol.) [voir en ligne]

#### France
- Bibliothèque nationale de France à Paris : 1 exemplaire sur vélin (4 vol.) [voir volume I], [voir volume II], [voir volume II], [voir volume III], [voir volume IV]
- Bibliothèque Mazarine à Paris : 1 exemplaire sur papier (2 vol.) [voir volume I], [voir volume II]

#### Portugal
- Bibliothèque nationale du Portugal à Lisbonne : 1 exemplaire sur papier (2 vol.) [voir en ligne]

#### Russie
- Bibliothèque de l'université d'État de Moscou[n 4] : 1 exemplaire sur papier (2 vol.)

#### Royaume-Uni
- British Library à Londres : 1 exemplaire sur vélin (2 vol.)
- British Museum à Londres : 1 exemplaire sur papier (2 vol.)
- Bibliothèque de l'université de Cambridge : 1 exemplaire sur papier (2 vol.) [voir en ligne]
- Bibliothèque nationale d'Écosse à Édimbourg : 1 exemplaire sur papier (2 vol.) [voir en ligne]
- Eton College Library à Eton : 1 exemplaire sur papier (2 vol.)
- John Rylands Library à Manchester : 1 exemplaire sur papier (2 vol.) [voir volume I], [voir volume II]
- Bibliothèque bodléienne à Oxford : 1 exemplaire sur papier (2 vol.) [voir volume I], [voir volume II]

### Exemplaires incomplets

#### Allemagne
- Bibliothèque d'État à Berlin : 1 exemplaire sur vélin (2 vol.), 2 feuillets manquants [voir en ligne]
- Bibliothèque d'État à Fulda : 1 exemplaire sur vélin, seulement 2e vol. [voir en ligne]
- Bibliothèque universitaire de Leipzig : 1 exemplaire sur vélin (4 vol.), 1 feuillets manquant [voir volumes I et II], [voir volumes III et IV]
- Bibliothèque de la Cour de Aschaffenbourg : 1 exemplaire sur papier (2 vol.), 14 feuillets manquants [voir volume I], [voir volume II]
- Musée Gutenberg à Mayence : 1 exemplaire sur papier, seulement 2e vol.
- Bibliothèque municipale de Trèves : 1 exemplaire sur papier, seulement 1er vol.
- Château de Gottorf à Schleswig : 1 exemplaire sur papier, seulement 1er vol., 129 feuillets
- Bibliothèque de l'université de Cassel : 1 exemplaire sur papier, seulement 1er vol. [voir en ligne]

#### Belgique
- Université de Mons : 1 exemplaire sur papier, seulement 1er vol. [voir en ligne]

#### Danemark
- Bibliothèque royale à Copenhague : 1 exemplaire sur papier, seulement 2e vol.

#### Espagne
- Biblioteca pública provincial à Burgos : 1 exemplaire sur papier (2 vol.), 11 feuillets manquants [voir en ligne]
- Biblioteca universitaria y provincial à Séville : 1 exemplaire sur papier, seulement 2e vol., seulement le Nouveau Testament [voir en ligne]

#### États-Unis
- Bibliothèque Huntington à San Marino en Californie : 1 exemplaire sur vélin  (2 vol.)
- Bibliothèque Morgan à New York : 1 exemplaire sur vélin  (2 vol.), 4 feuillets manquants ; 1 exemplaire sur papier (2 vol.), 130 feuillets manquants  [voir volume Ancien Testament]
- Lilly Library de l'université de l'Indiana à Bloomington :  1 exemplaire sur papier, seulement 2e vol., 11 feuillets manquants [voir en ligne]
- Bibliothèque publique de New York : 1 exemplaire sur papier (2 vol.)
- Bibliothèque Scheide de l’université de Princeton : 1 exemplaire sur papier (2 vol.), 5 feuillets manquants [voir en ligne]

#### France
- Bibliothèque nationale de France à Paris : 1 exemplaire sur papier, 149 feuillets manquants  [voir en ligne]
- Bibliothèque municipale de Saint-Omer : 1 exemplaire sur papier, 324 feuillets [voir en ligne]

#### Japon
- Bibliothèque de l'université Keiō à Tokyo[n 5] : 1 exemplaire sur papier, 324 feuillets [voir en ligne]

#### Pologne
- Musée diocésain de Pelplin : 1 exemplaire sur papier, 1 feuillet manquant

#### Russie
- Bibliothèque d'État de Russie à Moscou[n 6] :  1 exemplaire sur vélin (2 vol.), 1 feuillets et quelques éléments manquants [voir en ligne]

#### Royaume-Uni
- Bibliothèque du palais de Lambeth à Londres : 1 exemplaire sur vélin, seulement le Nouveau Testament, 190 feuillets [voir en ligne]

#### Suisse
- Fondation Martin Bodmer à Cologny : 1 exemplaire sur papier  (2 vol.), 1 feuillet manquant

#### Vatican
- Bibliothèque apostolique vaticane : 1 exemplaire sur vélin (2 vol.), 6 feuillets manquants ; 1 exemplaire sur papier, seulement 1er vol., 9 feuillets manquants